# Głoginin
Głoginin [ɡwɔˈɡinin] (en alemán: Glauen) es un pueblo ubicado en el distrito administrativo de Gmina Borek Wielkopolski, dentro del Distrito de Gostyń, Voivodato de Gran Polonia, en el oeste de Polonia central. Se encuentra aproximadamente a 7 kilómetros al sureste de Borek Wielkopolski, a 21 kilómetros al este de Gostyń, y a 65 kilómetros al sureste de la capital regional Poznan.
El pueblo tiene una población de 270 habitantes.